# 大同学院

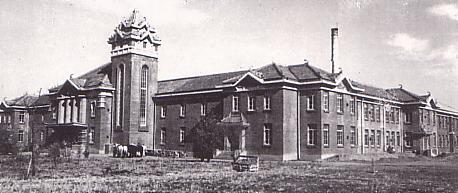
大同学院

大同学院（だいどうがくいん）は、満州国の首都新京に設けられた中堅官吏研修機関。

## 概要

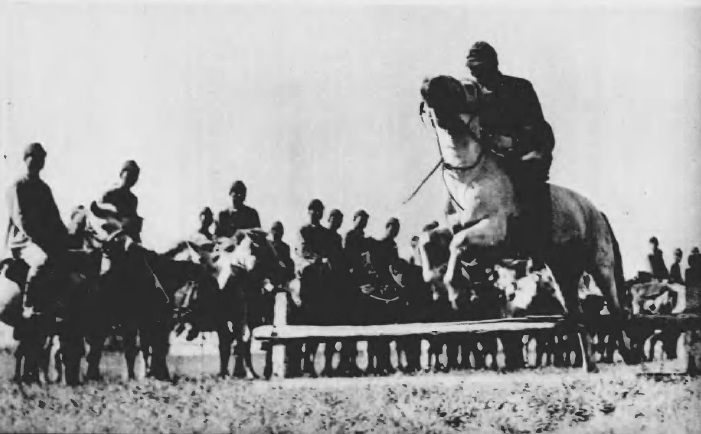
馬術訓練

「王道楽土」建設を担う満州国の官吏養成機関として、1932年（大同元年）7月に資政局訓練所を改称して設置された。
国務総理大臣の鄭孝胥が毎月2回、満州国国務院総務庁長官の駒井徳三と総務庁次長の阪谷希一らが毎週1回～3回ほど講義していた。
入学資格は当初、満州国の官吏に限られたが、後に協和会の職員など特殊団体職員も対象となった。五族協和の理念に基づき、日本人だけでなく満州族、漢族、朝鮮民族、モンゴル族を含めて約4000人の卒業生を、満州国の滅亡までに送り出した。卒業した日本人官吏の中には、満州国の理想を信じ、日本人を優先する人事や満蒙開拓団の無暗な入植地拡大に反対し、実質的な支配者であった日本軍と対立する者もいたという。
1945年8月のソ連対日参戦による満州国崩壊に伴い、落命した卒業生も多い。京都市の妙心寺慈雲院で慰霊式典が行われている。

## 組織
1940年（康徳7年）時点
- 総務部
  - 総務科、教務科
- 訓育部
  - 学生科、訓練科
- 統制部
  - 統制科、指導科

## 著名な関係者

### 出身者
- 梁粛戎 (中華民国（台湾）の政治家。立法院長)
- 崔圭夏（大韓民国大統領）
- 黄鍾律 (大韓民国の官僚、政治家)
- 高在珌 (大韓民国の国会議員、弁護士)
- 権逸（韓国国会議員、満州国裁判官、在日本大韓民国居留民団中央団長）
- 竹下重人（十五期生、弁護士）
- 森友三治 (官僚)
- 三原朝雄（国会議員）
- 楠美省吾 (衆議院議員)
- 角屋堅次郎（農林技官、衆議院議員）
- 中澤一夫 (浜松市助役、他財団法人浜松市公園緑地協会理事長)
- 佐治誠吉 (官僚、衆議院議員、滋賀県大津市長)
- 田畑金光 (民社党衆議院議員、いわき市長)
- 佐藤清郎 (ロシア文学者)
- 村山孚 (中国古典研究家)
- 市川清志 (都市計画家、教育者。工学博士)
- 梶川静雄 (労働運動家、実業家、衆議院議員)
- 川内亮通化県副県長（二期生。通化事件直前に処刑）

### 教職員
- 星野直樹
- 伊藤整一
- 平貞蔵
- 衛藤利夫 - (満州文化史研究者、図書館員)
- 香川鉄蔵 - (セルマ・ラーゲルレーヴ『ニルスのふしぎな旅』の邦訳者)
- 半田敏治 - 教授(哲学者、陸軍軍人)
- 佐藤慎一郎 - (中国史学者、評論家)
- 藤井重郎 - 学監(陸軍軍人)
- 松木侠 - 学院長(第8代鶴岡市市長）
- 駒井徳三 - 学院長(満州国国務院初代総務庁長官)